# Constitución de la Provincia de Corrientes
La Constitución de la Provincia de Corrientes, que rige actualmente a la provincia de Corrientes, fue aprobada por una asamblea constituyente hecha en la Ciudad de Corrientes en el año 1821. El actual texto data de una modificación hecha en junio de 2007. Hubo una anterior reforma en 1993.
Basada en la constitución nacional de Argentina, establece el ejercicio de sus instituciones, asegurando la administración de justicia, el régimen municipal y la educación primaria.
El texto de la constitución tiene una versión en idioma guaraní, denominada Taragui Tetãmini Rekovoñaguasu. La traducción fue propuesta por la Convención Constituyente de 2007 y llevada a cabo por Gavino Casco, abogado, y Silvio Liuzzi, lingüista.

## Preámbulo actual
Nos, los representantes del pueblo de la Provincia de Corrientes, reunidos en Convención Constituyente para la reforma de la Constitución de 1993, con el objeto de consolidar el sistema representativo, republicano y democrático de gobierno, promover el bienestar general, afianzar la justicia, perpetuar la libertad, fortalecer las instituciones, conservar el orden público, garantizar la educación y la cultura, impulsar el desarrollo sostenido, preservar el ambiente sano, afirmar la vigencia del federalismo y asegurar la autonomía municipal, sancionamos y ordenamos, bajo la protección de Dios, esta Constitución.